# 二里头遗址
二里头遗址是一处青铜时代早期遗址，是二里头文化的典型遗址。遗址位于河南省西部洛河下游偃师区二里头村周围，面积约3平方公里，是公元前18-公元前16世纪东亚最大的聚落。遗址发现有宫殿、普通房址、祭祀区、各种作坊、陶窑、墓葬等各种遗迹，出土有青铜器、陶器、石器、玉器、骨器等。有众多学者认为这处遗址是夏王朝的都城。1988年，遗址被列为第三批全国重点文物保护单位。

## 发现与发掘
随着殷墟的发现，商代进入了信史时代，自然就引出了继续向上追溯夏代历史的课题。1959年，历史学家徐旭生带领团队，根据古代典籍对夏代的记载，将山西汾河下游、河南洛阳平原附近两地，作为考察“夏墟”的重点地区。由于正赶上农忙时节，徐只考察了河南的五个遗址，二里头遗址正是他到的最后一个遗址。5月16日，徐等人在当地干部带领下，最先在二里头村发现遗迹遗物，故命名二里头遗址。据村民讲，早在1949年前，在遗址範围内就出土过各类器物。当时，徐旭生认为该遗址出土遗物与洛达庙类似，且规模巨大，因此认为是商代早期都城西亳所在。
由于该遗址十分重要，中国科学院考古研究所（现中国社会科学院考古研究所）随即在当年秋就开始了对该遗址的发掘，至今已60余年。从1959年开始到1978年，除了1965-1971年发掘因文革中断，基本上每年春秋进行两次，共进行了20次发掘，可以看做二里头发掘的第一阶段。这期间主要发现了1号和2号宫殿的夯土地基，并将其发掘完毕，还发现了其他的夯土地基、墓葬等。1999年，社科院考古所出版了1959年-1978年的考古发掘报告：《偃师二里头》。
1980年至20世纪末，是二里头发掘的第二阶段，主要是进行一些抢救性发掘，主要发掘了铸铜、制骨作坊，中小型房基、墓葬，祭祀遗存等，出土了数量可观的铜器、玉器，还有海贝、绿松石等奢侈品和远距离的输入产品，显示出二里头遗址不同于一般的普通城市。
新世纪以来，二里头遗址发掘也进入了新阶段。从1999年至今，二里头遗址的发掘工作由许宏主持。这一阶段的主要是的主动性发掘，对遗址的聚落形态结构的探索成为了发掘的重点。发现了如排水设施、城市主干道网、宫城围墙和作坊区围墙等重要城市结构。2014年，社科院考古所出版了1999年-2006年的考古发掘报告共五册：《二里头》。

## 分期与年代
二里头遗址自下而上发现有仰韶文化、龙山文化、二里头文化、二里岗文化及以后的堆积。其中，最主要的堆积是二里头文化，厚达3-4米。
1959年最早发掘的时候，考古学家根据陶器类型学和地层关系将二里头文化分为三期，1974年的发掘简报中又划分出了比第三期更晚的遗存，将二里头文化分为1-4期，2014年的发掘报告《二里头》又将每期详细划分为前后两段。
二里头文化晚于龙山文化晚期而早于二里岗文化早期的相对年代在发掘之初便已得到证实。而14C定年法的发明和应用，则使得探寻二里头文化的绝对年代成为可能。1983年，测年学家仇士华详细分析了当时二里头遗址已测定的数据，认为二里头文化早不过公元前1900年，晚不过公元前1500年。后来AMS的应用，使14C定年法的精度大大提高。根据2015年最新公布的数据，二里头文化一期为前1750-前1680，二期为前1680-前1610，三期为前1610-前1560，四期为前1560-前1520。

## 遗址环境

### 古代水文
二里头遗址现在位于洛河南岸，然而河流是在不断变化的。10000年以上的晚更新世时代，是马兰黄土的沉积时期，那时的河流情形尚不清楚。钻探结果表明，在距今10000年左右，伊河、洛河下切，二级台地形成；距今10000-7000年，为一级台地堆积时期；距今7000年左右，河流再次下切，一级台地形成。距今7000-4000年，伊河和洛河分别从二里头遗址的南北两侧流过，这段时期水系较为稳定，仰韶文化和龙山文化的先民，曾在这一时期在此生活。在距今4000年左右，流域发生了一次特大洪水，洪水淹没了一级台地，甚至漫上较高的二级台地，形成0.5-1m的洪水堆积；洛河在遗址西侧8公里左右的大郊寨南决口，向南注入伊河，汇成伊洛河。洪水退去后，伊洛河就从遗址南侧以南流过，遗址空间变得开阔，不再夹在两河中间；洪水带来的肥沃土壤也十分利于农业发展。二里头文化先民自此开始在这里定居，建立城市。到了汉魏时期，这里又发生了大洪水，洛河回到二里头以北，形成了今天的水系局面。:1239-1263

### 古代气候
距今6000年前的仰韶文化人群，生活在全新世大暖期，当时的气温比现在高四度左右，降水也较现在丰富得多。随着大暖期结束，从龙山时代到二里头时代气候总体开始逐渐转凉、转乾。孢粉分析显示，二里头遗址从一期末开始不断干旱，直到四期才有所缓解，井的深度也与之一致，二期三期的井深达9米，而四期则只有7米。《国语·周语》上有“伊洛竭而夏亡”的记载。但当时气候总体要比今天温暖湿润，距离二里头不远的皂角树遗址的发掘者推定，当时人们生活在亚热带北缘，年均温16℃左右，年降水量1000mm左右，气候湿润，不同于现在的洛阳属于温暖带半湿润气候。

### 野生生物
植被方面，遗址中发现的木炭主要是栎树，说明古人可能用栎树作农具柄、门框、薪柴等。根据自然剖面的孢粉分析，当时的植被以木本植物为主，其中松树最多，属于森林草原。但文化层的孢粉却以草本植物为主，有学者认为这是因人口增加、城市建设导致的局部环境破坏引起的，并不是气候变化使当地森林消失变为草原。当时还生长有竹林、柳树、朴树、云杉等植被，属于针阔混交林。
动物方面，当时生活有以圆田螺、文蛤等各种贝类，鲤鱼等各种鱼类，雉、雁等各种鸟类，证明当时的遗址附近有相当範围的淡水环境；最常见的哺乳动物是梅花鹿，还出土有麋鹿、兔子、虎、猪、犀牛等动物的骨骼。但不一定所有这些动物都生活在当时的二里头附近，它们也可能是外地来的，比如犀牛。

## 遗迹

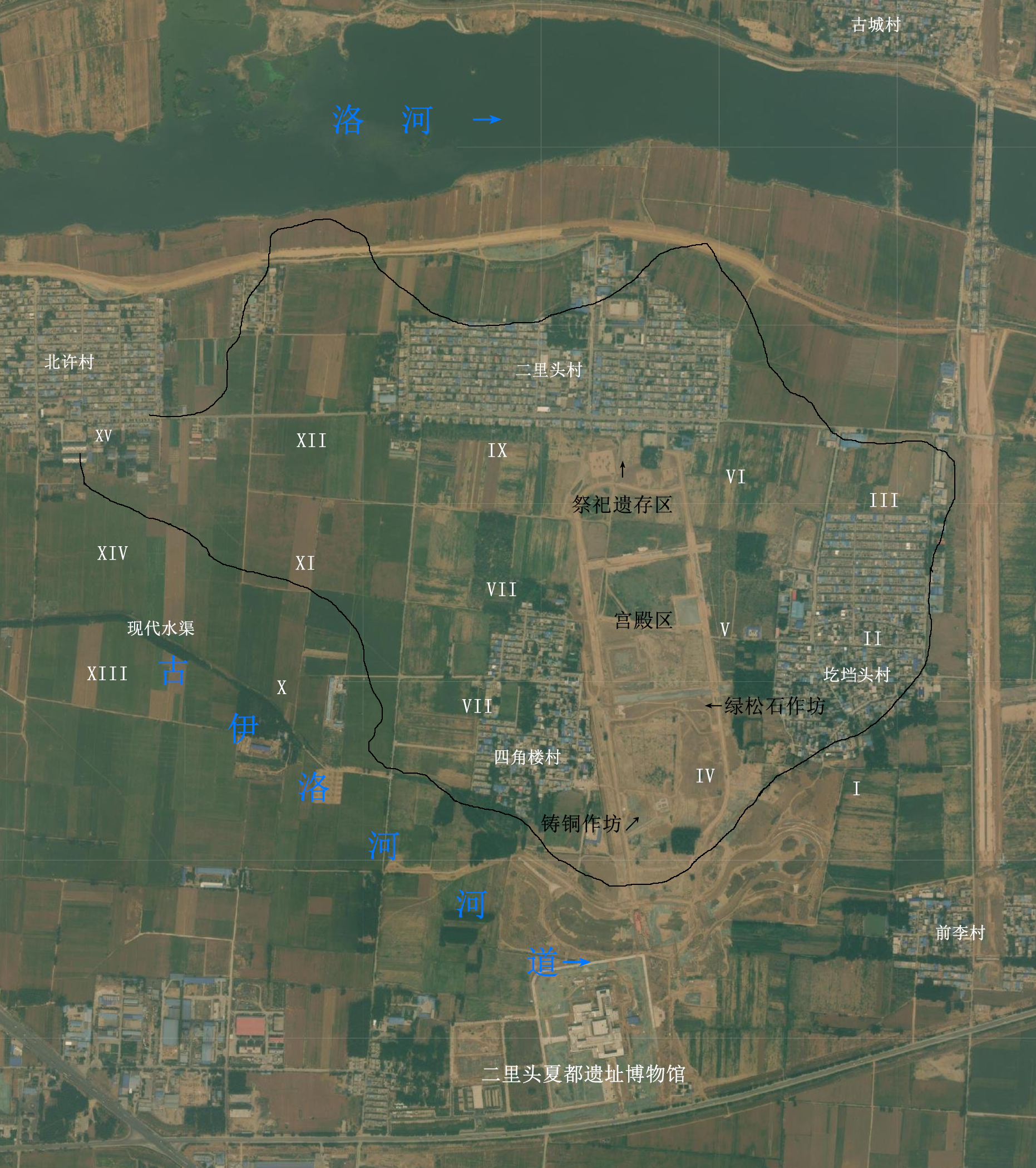
黑色显示了遗址範围和重要遗迹的位置。白色是现代村庄和发掘者根据农田、水渠等界限，把遗址分为I到XV的共15个区域。

早在仰韶时代，遗址就有若干小型聚落，到了龙山时代晚期，这里人烟稀少。到了二里头文化时代，从一期开始，这里便显示出不同于一般聚落的规模和分布密度。一期时，人们主要在遗址东部活动，从二期开始，人类活动开始遍布整个遗址，遗址也进入了全面兴盛的阶段，修筑了众多重要建筑，直到第四期晚段的最后阶段方被废弃，此后遗址全面衰败，沦为普通聚落。
在遗址的兴盛时期（二至四期），可以分为东部的“中心区”和西部“普通区”。“中心区”位于遗址的东部，地势较高，以宫殿区为中心，周围分布有贵族居住区、祭祀区和围垣（有围墙的）作坊区，建筑大都是较大的地面建筑，有夯土台基；“普通区”位于遗址西部的低洼地带，建筑大都是半地穴建筑和小型的地面建筑，文化堆积较少，保存较差，发现不多，这和历年来的发掘工作集中在遗址中心区域，发掘不均匀、不平衡也有关。

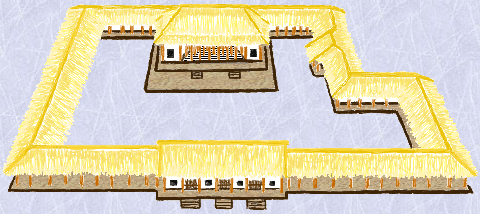
1号宮殿复原图。

### 宫殿区建筑

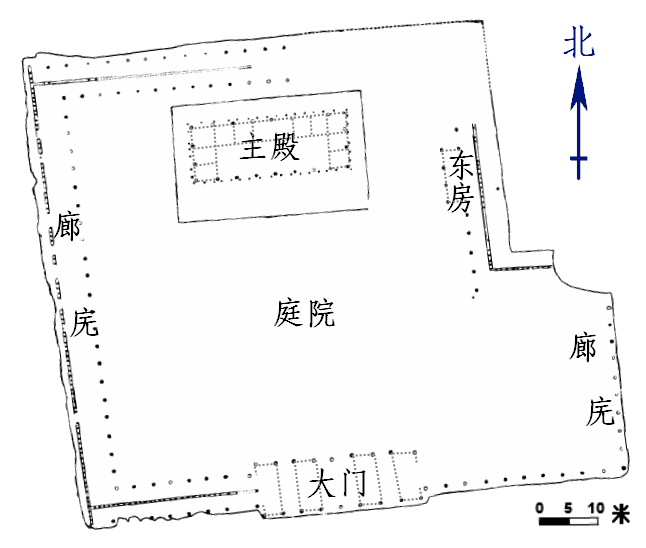
1 号宮殿地基图

宫殿区的面积超过10万平方米，此区域是历年来考古工作的重点，因此对其了解也最丰富，我们可以窥见其营建过程。二里头文化一期时，人们开始在宫殿区生活。到了二期时，宫殿区迅速发展，在四周形成了四条20m宽的大路，成“井”字形，把整个遗址分成了九宫格，宫殿区位于中央；宫殿区内，人们开始修建大型的夯土台基建筑，在宫殿区东北部，发现了东西并列的3号和5号两座数千平米的大型“多进院落式建筑”基址，院内有大型墓葬，发现水井数座。这两座建筑均尚未完整发掘出来。
之后的十数年内，宫殿区内发生了重要的变化：首先，3、5号基址废弃；之后，四周大路的内侧盖了一圈墙，使宫殿区变成了一个封闭的区域，成为了“宫城”；再之后，墙内形成了西南以1号基址为中心、东北以2号基址为中心的两组大型轴线布局的建筑群。

#### 西南建筑群
西南建筑群以1号宫殿基址为核心，还包括7、8、9三处基址。
1号基址是最早发掘的几处遗迹之一，形制也最为清晰。这是一处四合院式的建筑，营建于3期早段，四周被廊庑环绕，呈现出特殊的“L”形，东北角凹进去一块。西墙99m，北墙90m，东墙折线分别是48、21、48m。南庑上有两门道的大门，东庑上有一间小房。主殿位于院落北侧，根据所发现柱洞判断，面阔8间，进深3间，墙壁为木骨泥墙，屋顶推测是重檐庑殿顶。
7号基址跨建在宫城南墙上，和1号宫殿的主殿、南门形成中轴线排列，因此考古学家推测7号建筑基址是宫城的最重要的门。
1号基址西面的宫城西墙上建有8号基址，可能是门或者厢房之类的；1号基址大门西南方还发现有9号建筑；8号基址东北角和1号基址西南角之间，还发现有一道墙，将宫殿西边到墙的空间和宫殿南侧道路隔开。：610-626
关于1号宫殿特殊的“L”形的成因，考古学家推测可能因为1、2号地基之间分布一重要广场，钻探也发现铺有数百平米的卵石。

#### 东北建筑群
3号基址废弃后的百余年里，先民们先后在其南边、上面、北边建起了4号（三期早段）和2号（三期晚段）和6号基址（四期晚段）；4、2、6号三栋建筑从南向北，沿着共同的中轴线分布，形成了以2号基址为核心的东北建筑群。
4号基址是一处单体台基建筑，夯土台基东西36m，南北13m，尚在发掘中。
2号基址依托宫殿区东墙，盖在3号基址之上，成长方形，南北73m，东西58m。与1号宫殿类似，也是一处四合院式的建筑，四周有围墙，东部和宫城共用城墙，东西南三面围墙内侧有廊庑，大门位于南墙，东墙下有一些通往宫城外的排水设施。主殿也位于院落北侧，有窄墙把主殿隔成了三间屋室。
6号宫殿，东西57-58m，南北43-47m，形制与2号宫殿类似，尚在发掘中。：626-700
这两组建筑在四期晚段被废弃。到了二里岗时期，这里已沦为一处普通聚落，如10号基址，建在原来的宫殿区南侧的大路上，显示出这里早已不是以前的布局了。每组建筑之间还发现了一些宽5-6米的卵石小路。6号基址北部还发现有一大坑，一期时人们便在此挖土，在二期时便已形成2200㎡、4-7m深的大坑，可能一开始是建筑取土用的，后来变成一处祭祀场所，到四期晚段这个坑已被填平。宫殿区周围分布有中小型的建筑夯土地基，推测是中下层贵族的住宅区。宫殿区北部是发现有与祭祀活动有关的遗迹，但这里的发掘工作做的较少，具体情况尚不清楚。

### 手工业遗存
制陶作坊遗迹暂时无法确认，但发现许多分布比较分散的二至四期陶窑共10余座。制骨作坊在宫殿区4号地基南侧和遗址北部的祭祀区等多处地点有发现，生产骨角牙蚌器，主要生产骨镞和骨簪。这些作坊所在位置显示出它们与上层贵族有密切关系。
铸铜作坊靠古伊洛河南侧。遗址在二里头二期以前，有一些分散的冶铸地点。到了二期以后，冶铸活动便集中到了此处作坊。此处作坊面积达1.5-2万平米，发现有冶铸场、陶範、铜渣、预热场，住房、窑址等。在遗址处发现的陶範上刻有兽面纹，而且由残余的範推测出所铸造铜器直径最大可达30厘米以上，是中国最早的青铜容器铸造作坊。
绿松石作坊位于围垣作坊东北，面积有千余平米，发现的遗迹主要为料坑：H290灰坑出土了数千块绿松石原料、半成品、残次品等，显示了清晰地绿松石操作链，证明这是一处专门的绿松石作坊。
考古学家发现有围墙将铸铜和绿松石两个作坊围住，称之为“围垣作坊”，墙垣现只剩北段和东段的北部一点。围垣作坊始建于二里头二期，废弃于四期。

### 墓葬
二里头遗址至今共发现墓葬500余座，早于二里头文化的墓葬，仅发现王湾三期类型的瓮棺葬1座。二里头文化时期的墓葬共400余座。根据随葬品的内容和墓葬的规模，考古学家把墓葬分为了I~V个等级，青铜礼器、玉器、白陶的有无是墓葬等级的重要表现。铜器只在I等级墓中出土，而III等级以下的墓葬只随葬一些日用陶器，V级墓葬则是一些乱葬坑。随葬品的内容有历时性的变化，比如二里头二期时，I等级墓的铜器主要是铜铃，到了三、四期则以铜爵为核心。关于墓葬的分布，虽然未发现大型的墓地，但大多数墓葬的布局还是相对集中，分区分片的，可能是不同家族或氏族各自有各自的墓区。但这些墓区与生活区无法分开，墓葬就分布在生活区附近。
在二里头遗址发现有 400多座墓葬，可以分出大、中、小三类。
大型墓葬共一座，位于二里头遗址 2 号宫殿中心殿堂北面略偏东处，为长方形竖穴土坑墓 ，墓口东西长 5.20~5.35米，南北宽 4.25米 ，墓深 6.10米，墓内有生土二层台。墓内填土经夯筑，夯层厚5厘米左右 。该墓 中部有一早期大盗坑直通墓室，墓内遗物被盗一空，该墓的规模与殷墟妇好墓相当。
中型墓葬，也主要发现于二里头遗址，为长方形竖穴墓。如 IM2，南北长 2.55米 ，东西宽 1.20米，现存墓坑深0.85米。随葬有铜爵、铜刀、玉圭、玉钺、陶盂、陶爵、陶盆、圆陶片、漆盒、漆豆、漆筒形器、雕花残漆器、绿松石片和云母片。 VM3，南北长 2.15米 ，东西宽 1.25—1.30米。亦有朱漆棺皮。随葬有2件大型玉璋，还有陶爵、陶盂、陶罐、圆陶片、绿松石管和玉尖状饰等。另一座是K3，南北长2.30米，东西宽1.26米，深1.26米，随葬品有铜爵、铜戈、铜戚、圆泡形铜器、石磬、玉柄形饰、陶益、陶片、圆形铜器、玉铲、玉钺 、玉戈、绿松石饰、骨串珠和海贝等。
小型墓数量最大，但墓室小的仅可容下一具骨架。墓内随葬品 1~20件 不等，大多为陶器。

### 其他
在宫殿区南侧的路上发现了距今3700年的车辙，是中国发现的第二古老的车辙。遗址範圍内至今共发现二期至四期的水井10余座，宫殿区的水井从二期到三期明显减少。还发现从仰韶时代至二里岗时期的众多“灰坑”（主要是垃圾坑，少数是取土坑、窖穴、或者乱葬坑之类的）等遗迹。2012年在围垣作坊西侧又发现一道墙，编号为Q7，在大路的西侧，可能是另一处围垣建筑的东墙。除二里头时期遗迹外，在围垣作坊区还发现有相当于大河村三期的仰韶文化房屋遗址。 

## 遗物

### 陶器
陶器是古代遗址中最常见的人工遗物。二里头时期的陶容器组合包括：炊具有罐、鼎、甑，后来出现少量的鬲，甗非常少见；食器以豆为主，三足皿也常见，圈足盘仅见于一期，簋出现于三、四期；酒器以觚、爵为主，再流行管流、夹砂陶爵，后来流行槽流、泥质陶爵；斟灌器在早期有鬶、盉，后期只有盉；盛储器有盆、尊、瓮，盆的沿一开始是折沿，后来变成卷沿，二期以后流行大口尊。此外还有陶拍、陶纺轮、陶网坠、陶动物等其他生产生活用品。

遗址二里头时期的陶器主要是在还原气氛下烧制的，颜色主要是灰陶，有少量的黑陶，陶器总体颜色是早期深晚期浅，到了四期晚段乃至二里岗时期，出现一些在氧化气氛里烧成的带有岳石文化风格的褐陶。此外，二里头遗址还出土一些白陶和印文硬陶。

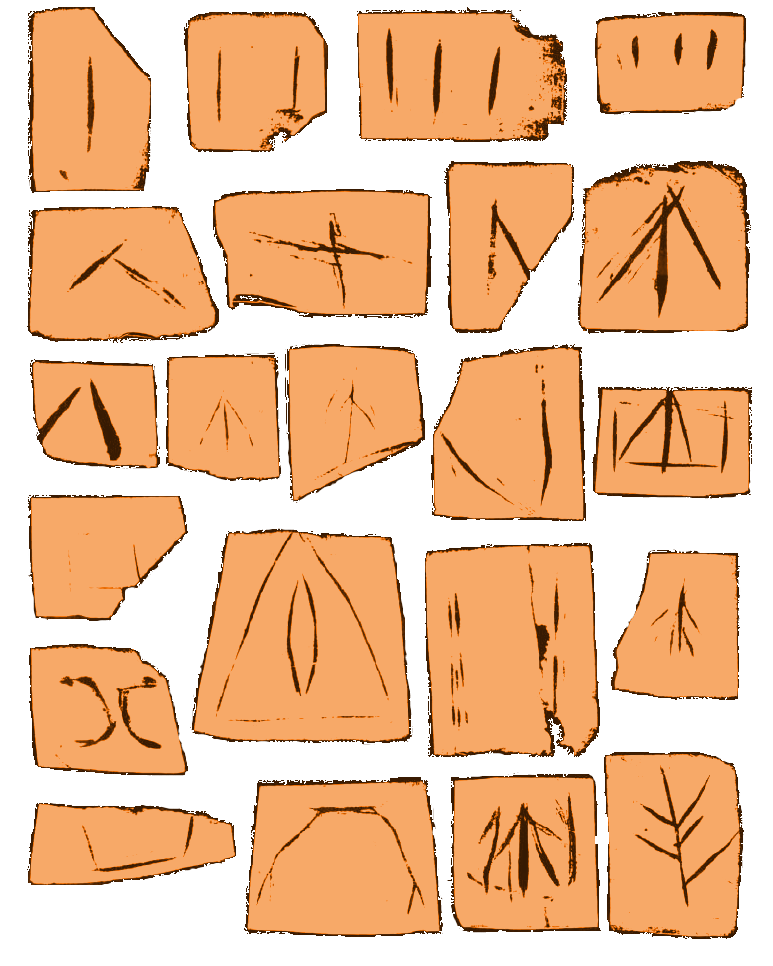
二里头遗址三期陶纹

本地的陶器原料主要是常见的普通黏土。根据ICP-AES对出土陶器样品的化学成分进行分析，发现遗址不同区域出土的陶器各自聚为一类，说明不同区域的陶器可能由不同的陶窑专门供应，不同区域可能分布着不同的氏族，各自有各自的制陶作坊。陶器的质地可以分为夹砂陶和泥质陶，泥质陶越来越少，夹砂陶越来越多，夹砂使用的羼料都是岩石矿物。制作方法以泥条盘筑为主，也有轮制、模制，这和陶器功能有关。
纹饰方面，主要是篮纹、方格纹和绳纹，还有一些刻划纹、云纹、雷纹、动物纹等等多种多样。还发现有一些刻画符号，可能与早期文字有关。还有学者分析了陶器上的古指紋，发现未成年人可能也参与辅助陶器生产。

二里头遗址出土陶器
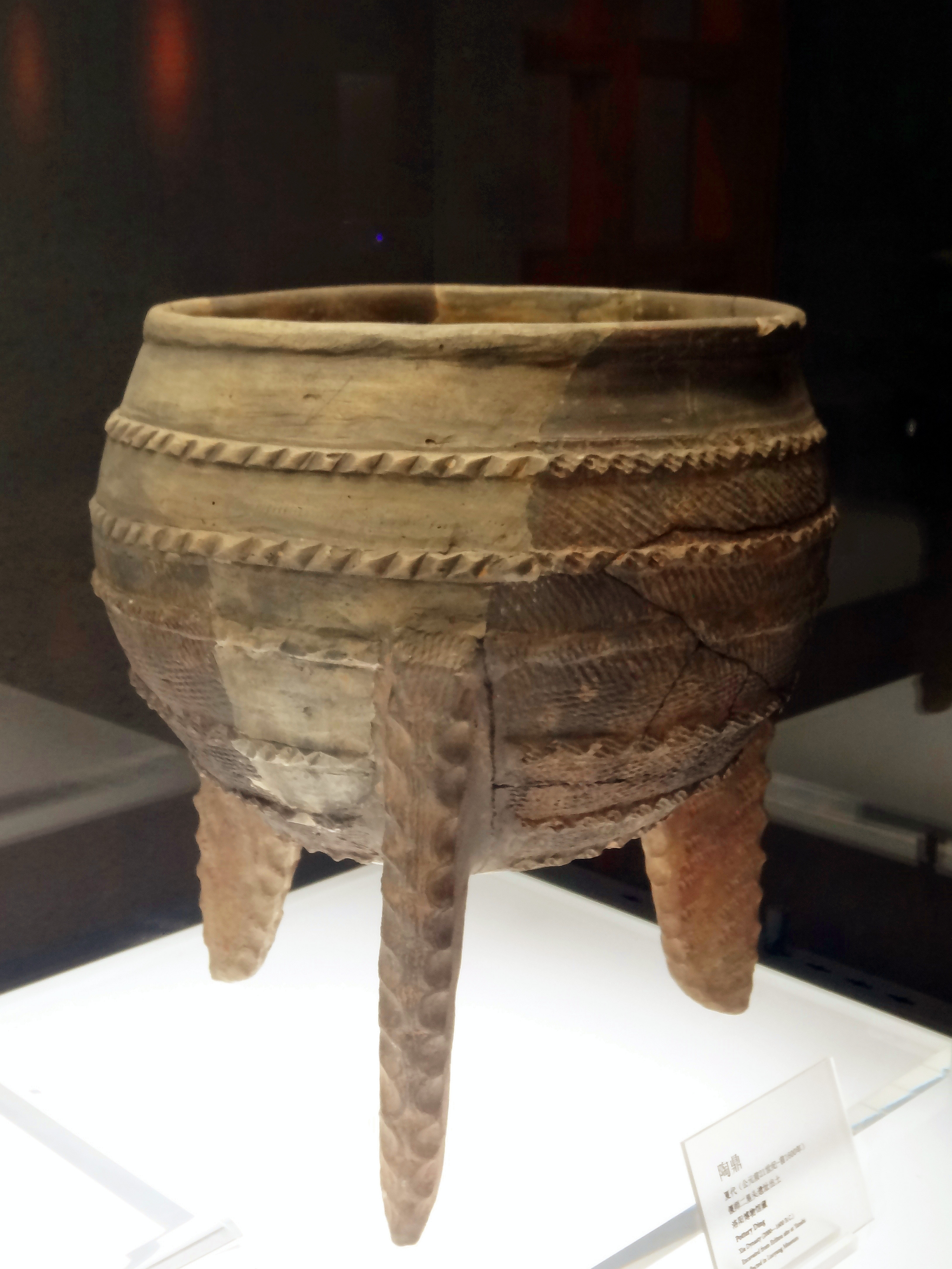
陶鼎
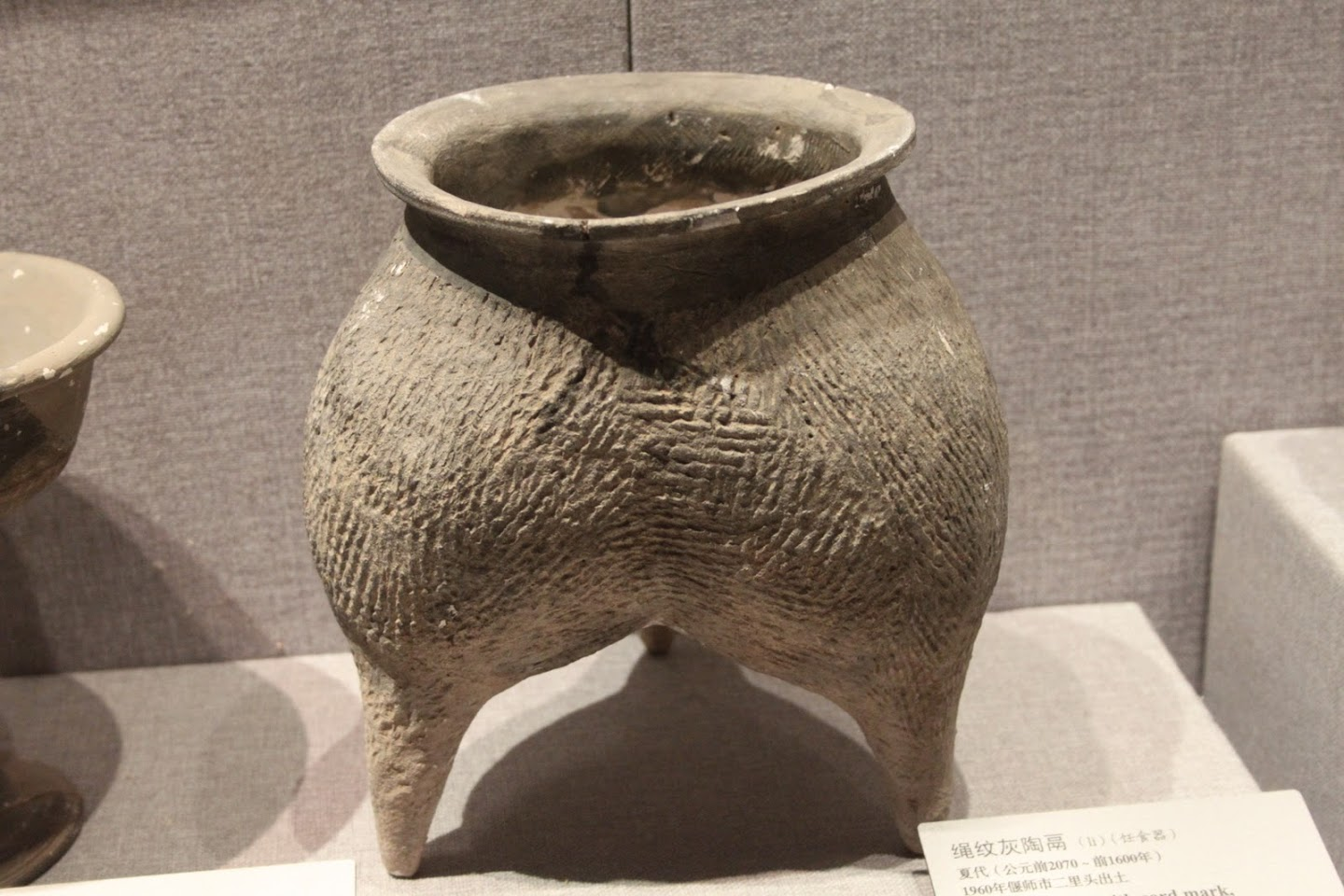
绳纹陶鬲
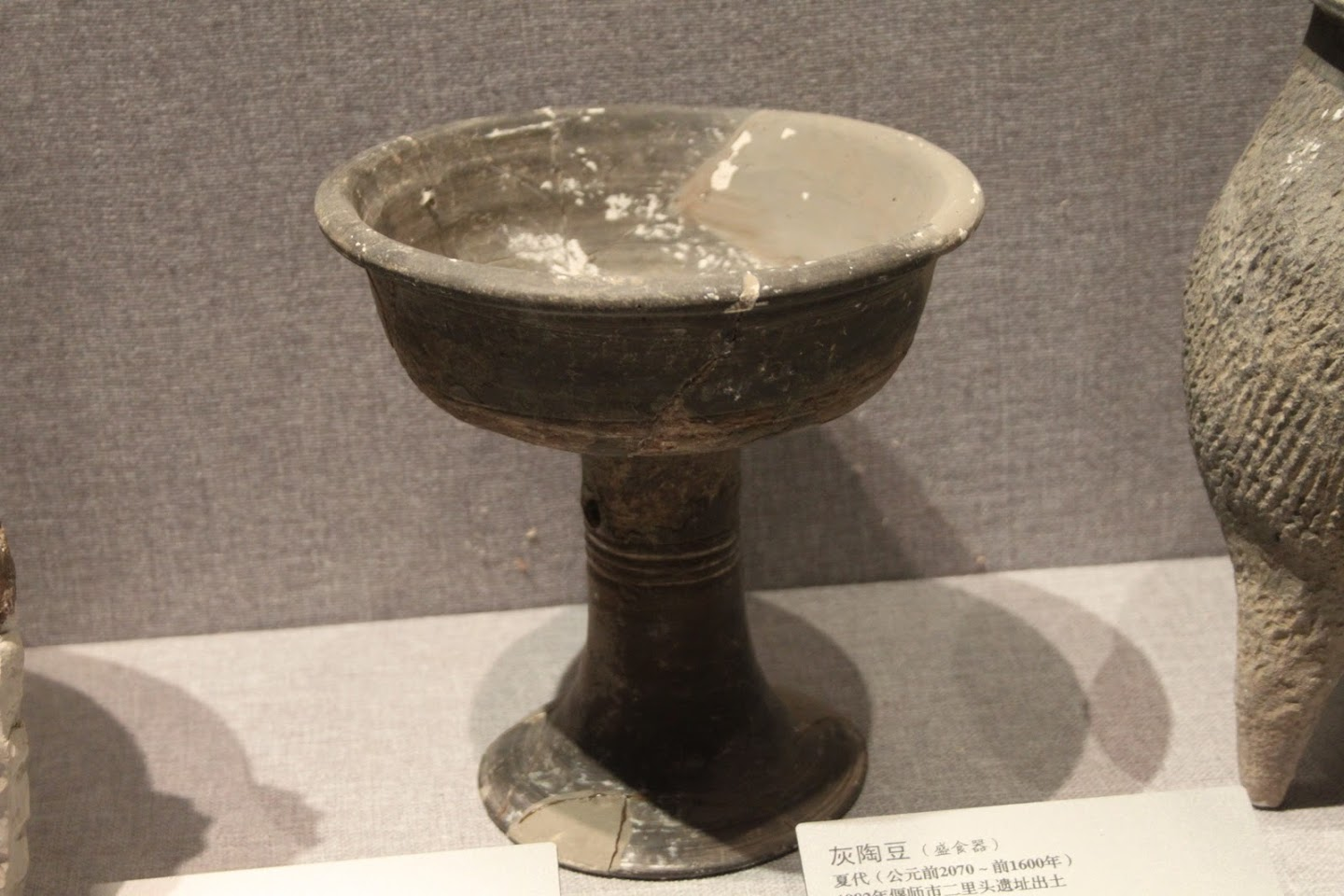
陶豆
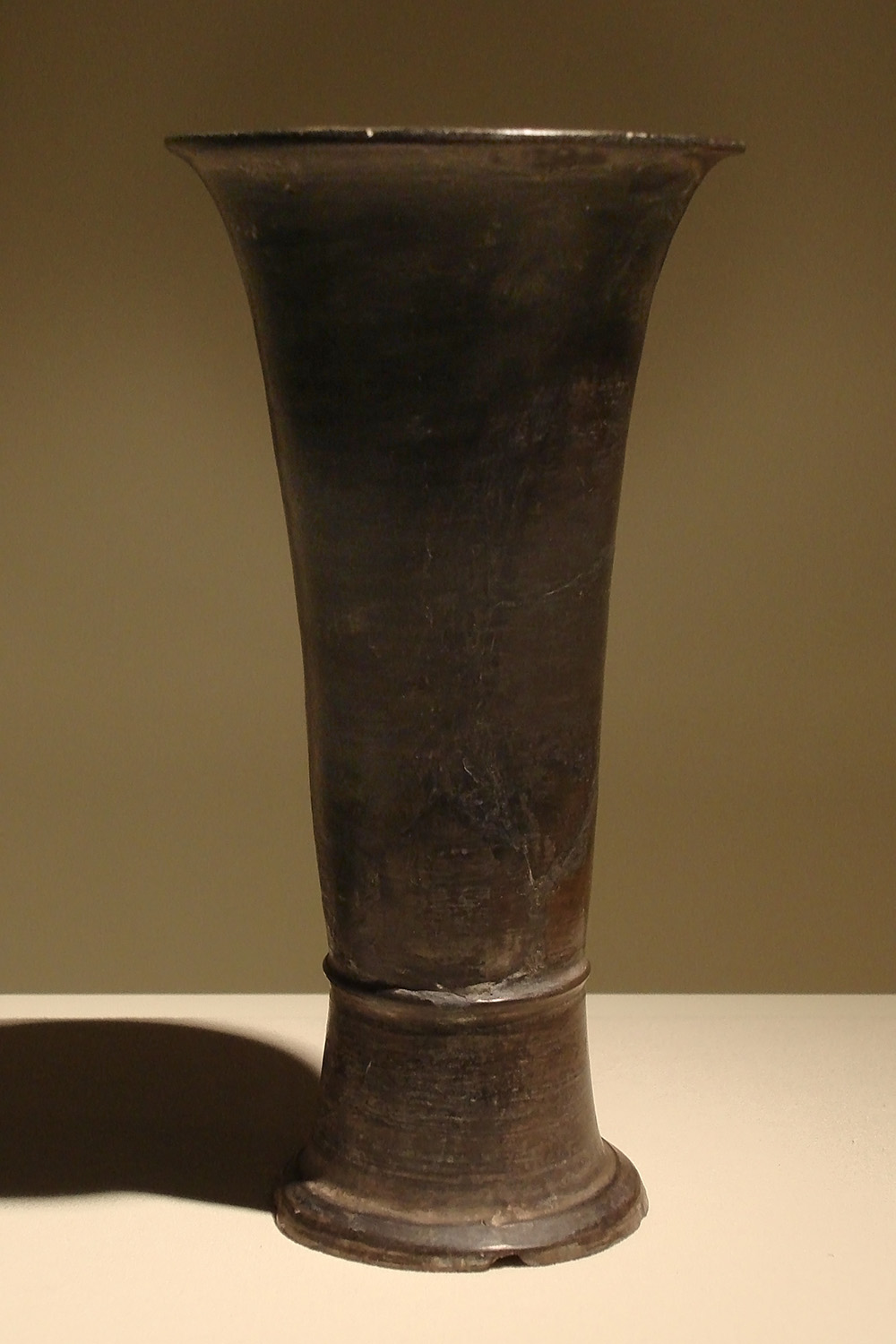
陶觚
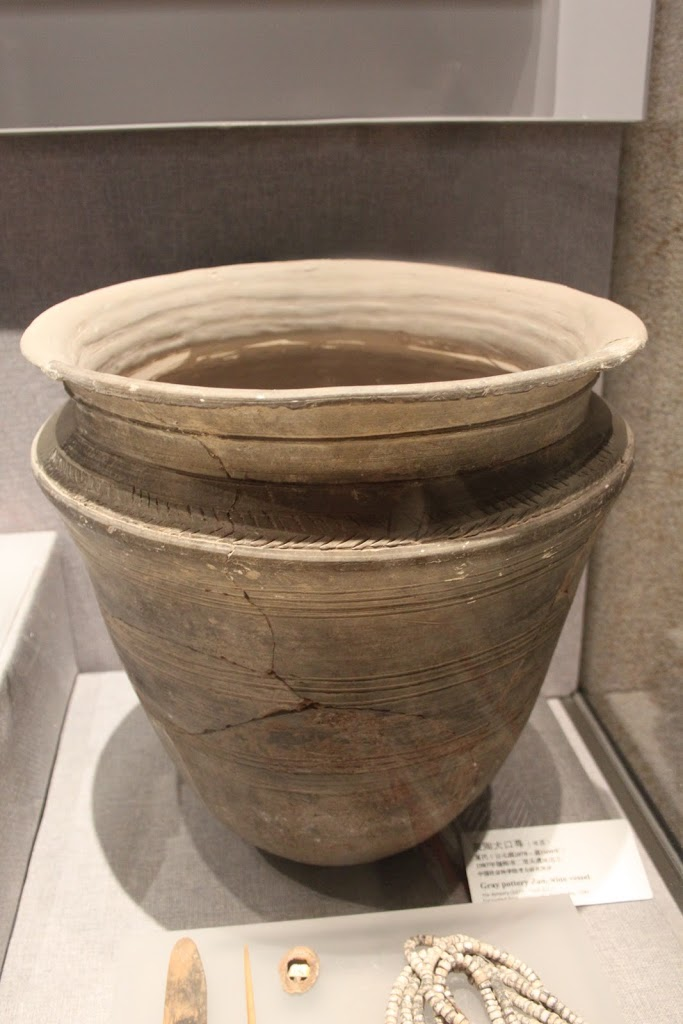
陶尊
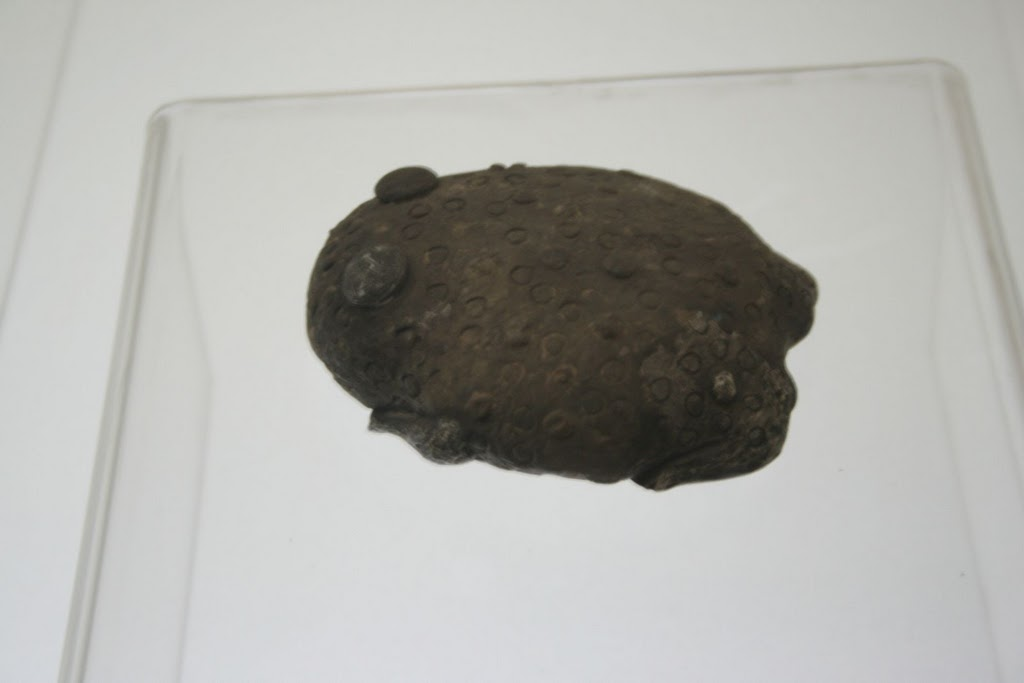
陶蛤蟆

除了二里头时期的陶器，遗址的III区、V区、也发现有更早的仰韶、龙山时代的陶罐、陶钵、陶片等。围垣作坊、宫殿区的夯土墙内，也发现有仰韶时期的陶片，暗示了夯土墙建筑用土的来源。

### 铜器
二里头遗址至今共发现铜器250余件，还发现有坩埚等铸造相关遗物。铜器从二里头一期便开始出现，但主要是小型的工具。随着时间推移，纯铜器占比减少，青铜器占比大大增加。第三期出现了铜爵，这是最早出现的青铜容器，也是二里头遗址最有特色的铜器。到了第四期，铜制品种类最为丰富，此时出现许多新器型，如铜鼎、铜盉等。遗址出土铜器种类有：容器（爵、角、斝、鼎、觚等）、乐器（铃）、武器（戈、钺、戚、镞等）和工具（小刀、凿、锥、锯、纺轮、鱼钩等）；还有镶嵌绿松石的铜牌等。

二里头遗址出土的铜器都是浑铸的， 没有分铸的。简单的片状器使用双面範浇注，复杂的容器则采用组合陶範的方法。二里头遗址的範以陶範为主，这和东下冯遗址用石範有所不同。纹饰是在陶範上画好直接铸在铸件上，而非如古代西亚那样直接在铜器上刻划纹饰。根据铅同位素分析，二里头文化第四期的铜矿来源，和二、三期的来源有所不同，有学者认为这不是铜矿枯竭造成的，而很可能是政权更迭造成的。遗址内发现的铜矿很少。根据炉渣分析，人们并不在遗址内炼铜，而是用其他地方炼好的粗铜来加工。

二里头遗址出土铜器
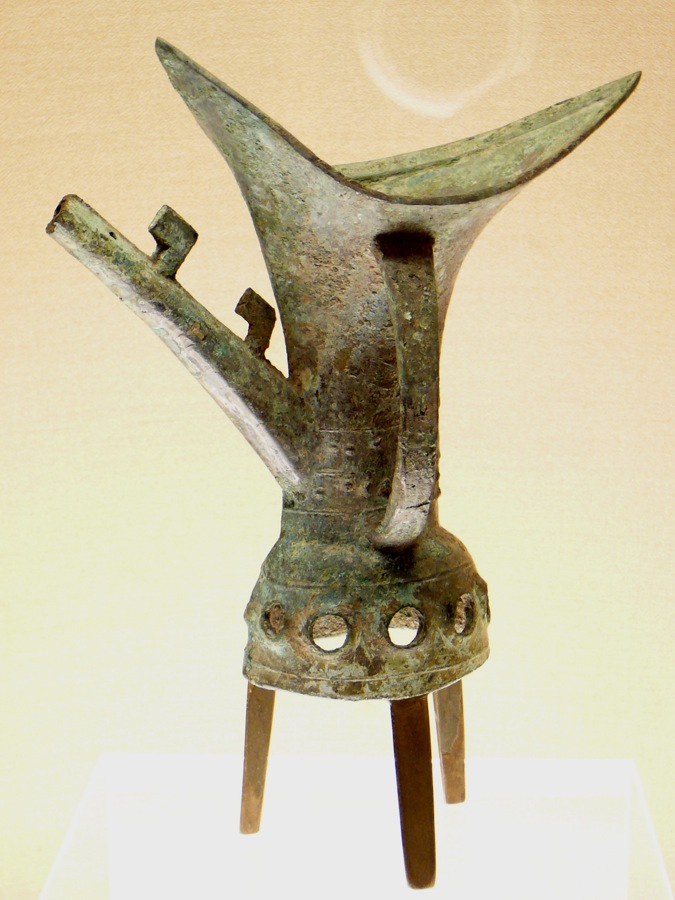
青铜管流爵
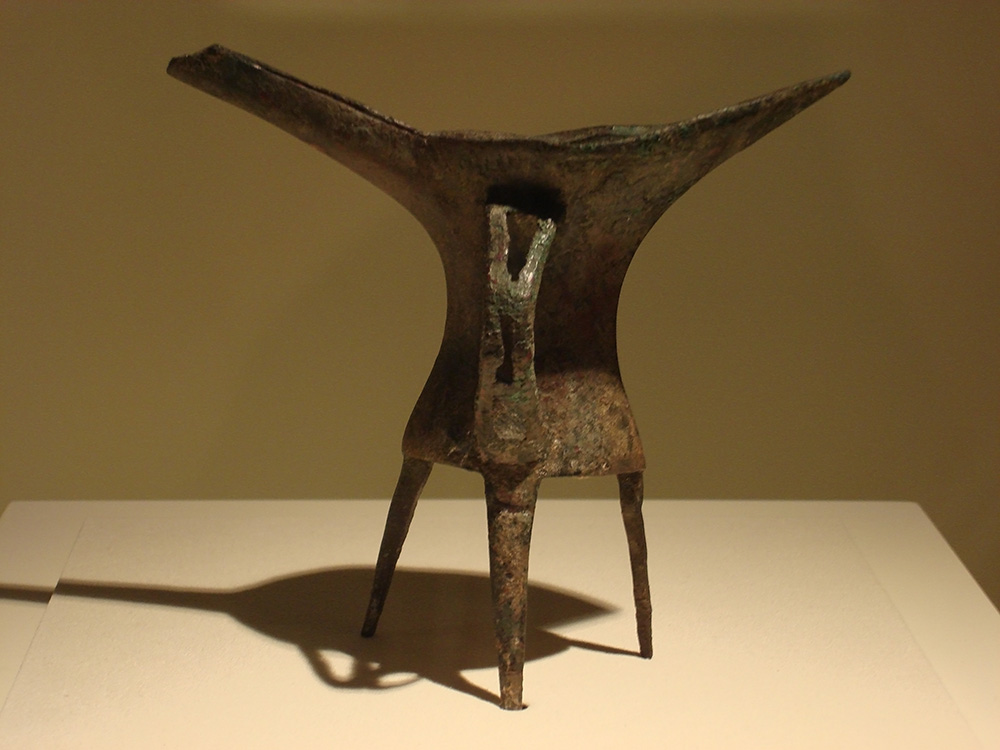
槽流铜爵，无立柱
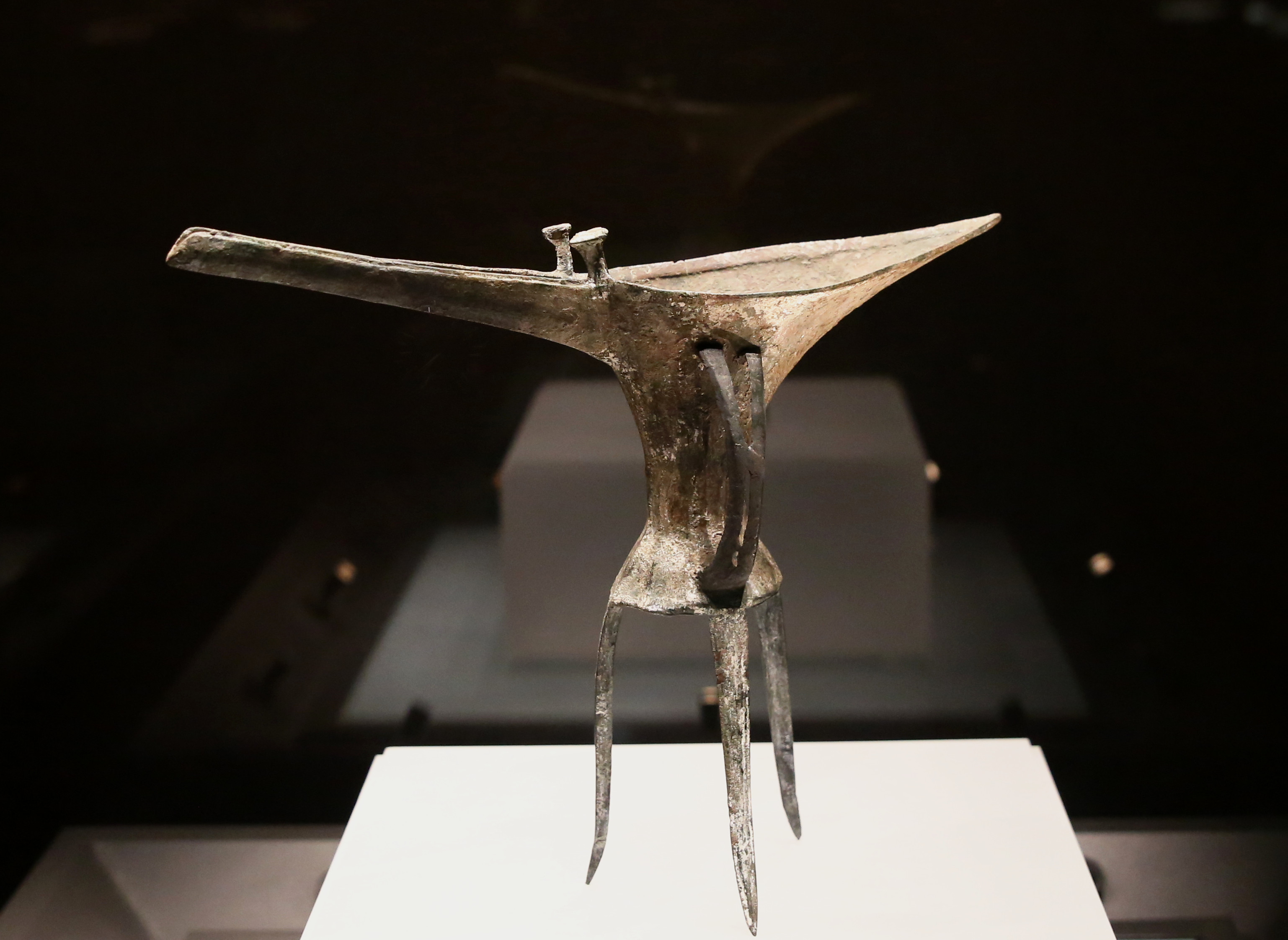
青铜槽流爵，有立柱
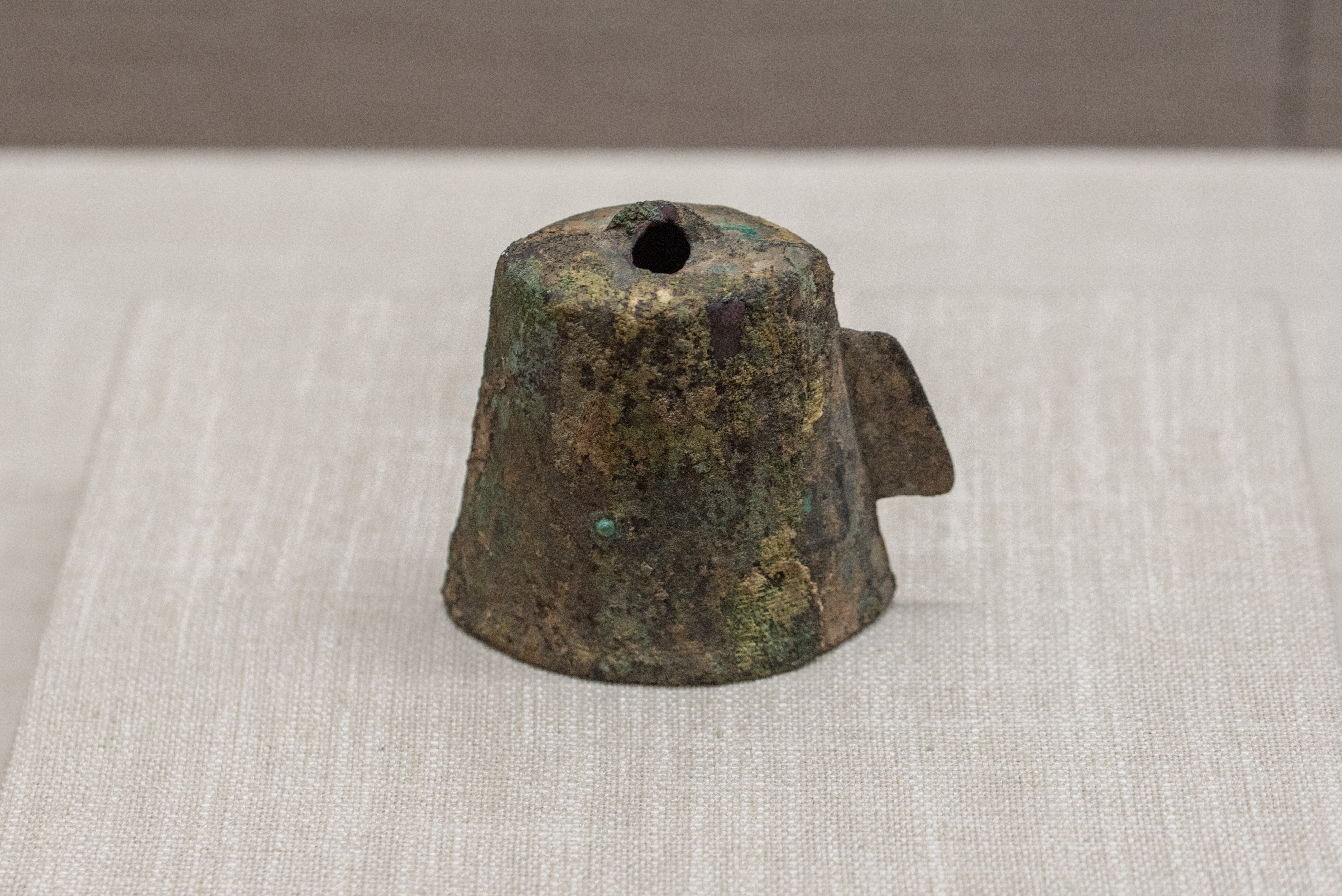
带翼铜铃
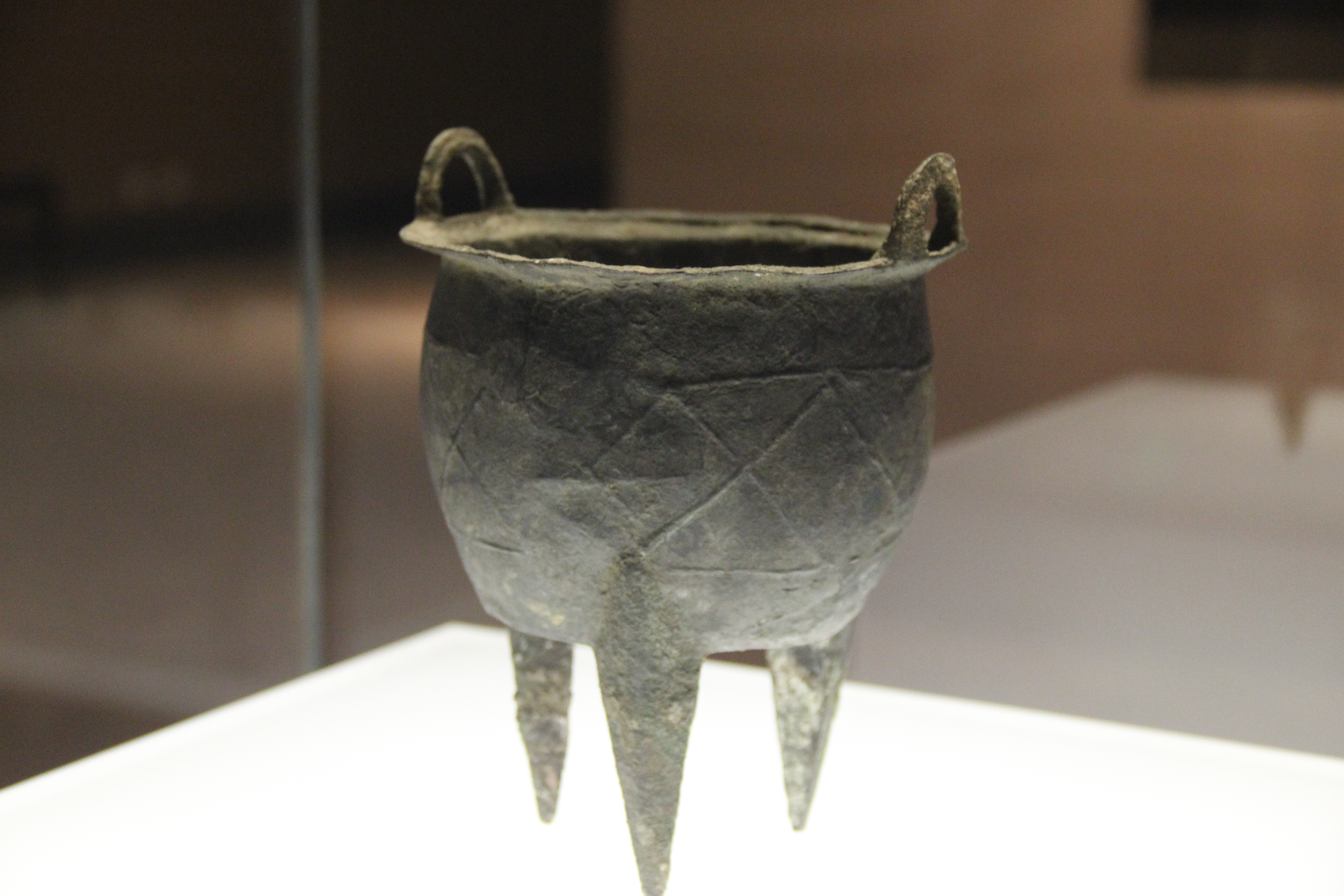
方格纹铜鼎

### 玉石器
虽然二里头时期已经进入了青铜时代，但石器仍是人们生产生活的最主要工具。二里头遗址出土了从二里头一期到二里岗晚期的石器千余件，包括砍伐用的石斧、石钺，收割用的石镰、石刀，加工食物用的石杵、石臼，挖掘用的石铲等等各种各样的石器，二里头三期发现了一件乐器石磬，三期出现了石戈、四期出现了石矛这样的新式武器。古人充分掌握了石材的特性，不同的岩石用于制作不同的工具。如石铲主要使用灰岩与砂岩，石锛主要采用安山岩。
二里头遗址中出土玉器百余件，主要出土自I、II级的中高级墓葬中。二里头二期出土玉器仅有柄形器和钺；三、四期墓葬中，则常有柄形器、非实用武器（璧戚、钺、戈）和非武器类礼器（圭、铲、牙璋、多孔刀）。而日本学者林巳奈夫则认为所谓“柄形器”就是《周礼·考工记·玉人》中所记载“大圭长三尺。杼上终葵首”中的“大圭”；夏鼐曾驳斥林氏说柄形器没有大型的出土，林氏解释称“大”意为贵重之意，且认为“三尺”是“二尺”之误。
绿松石器是遗址出土玉器中特殊且重要的一类。出土的绿松石器物主要有两类：一类是穿孔的管、珠，另一类是镶嵌在物品上的嵌片。1980年代出土了3件嵌绿松石片的铜牌饰；2002年在宫殿区一处墓葬出土的绿松石“龙形器”被誉为“中华第一龙”，由2000余片不同形状的绿松石片镶嵌在不明有机物（已腐）上。也有一些玉器上嵌有绿松石片。

二里头遗址出土玉石器
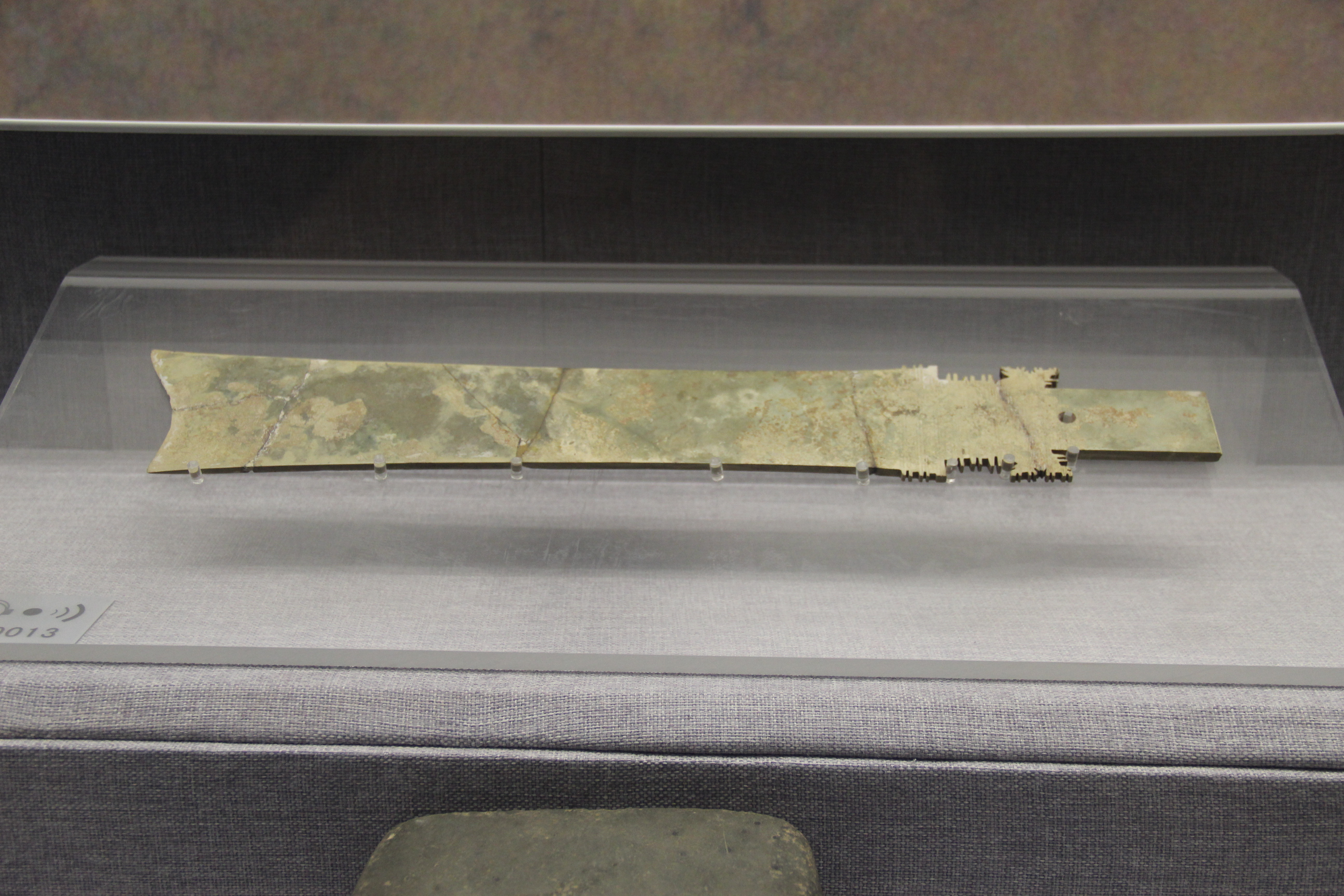
玉牙璋
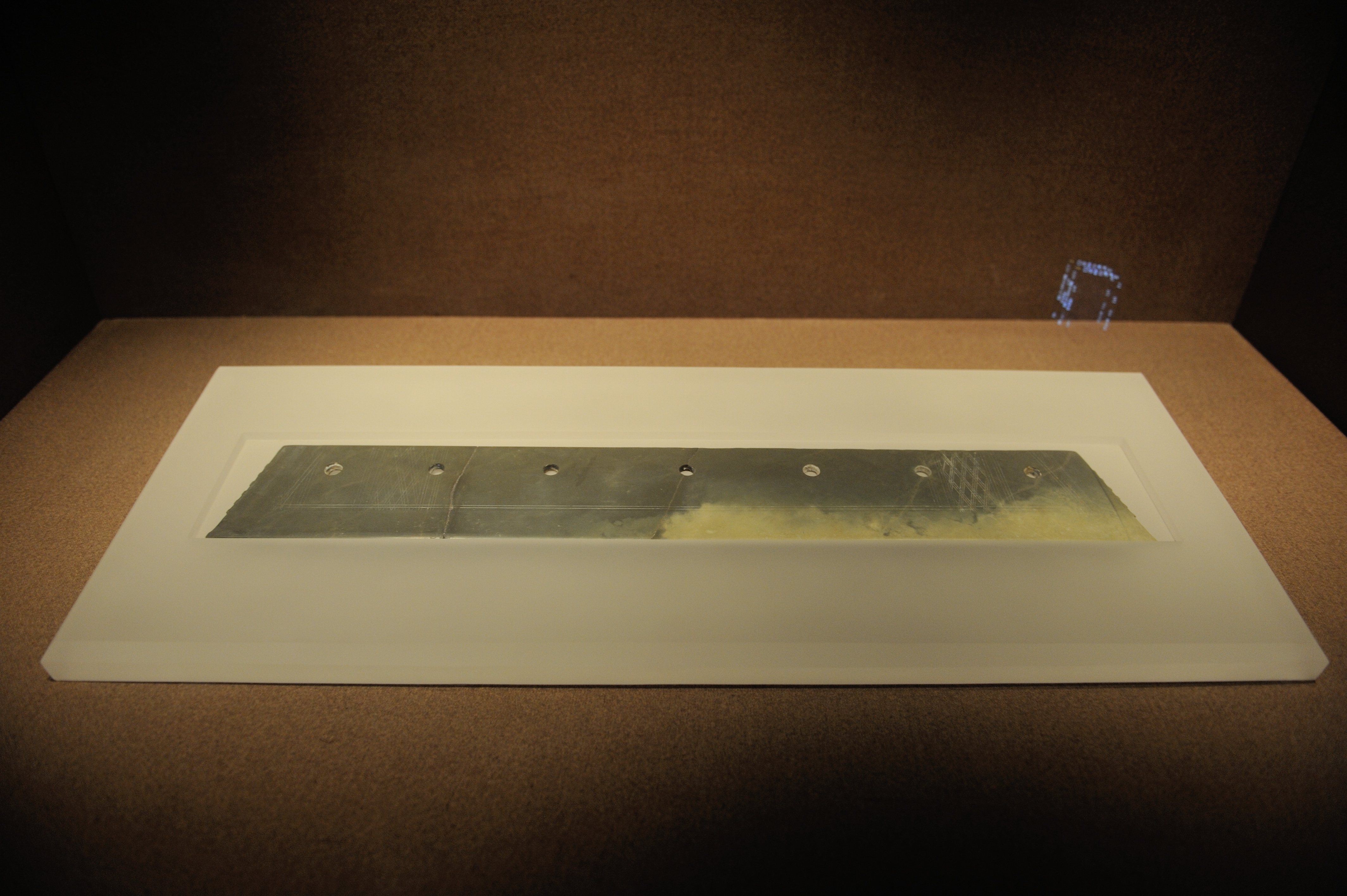
二里头遗址1975年出土的七孔玉刀，属于禁止出境展览文物
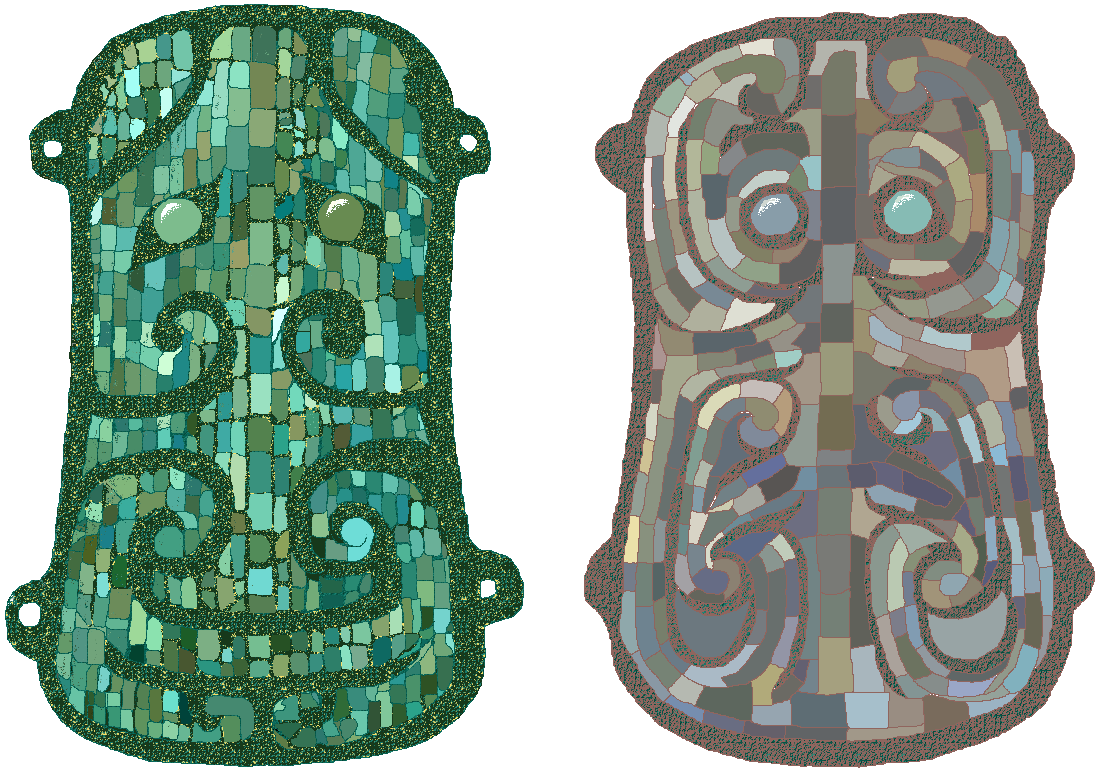
1981、84年出土的两件绿松石镶嵌青铜兽面牌饰
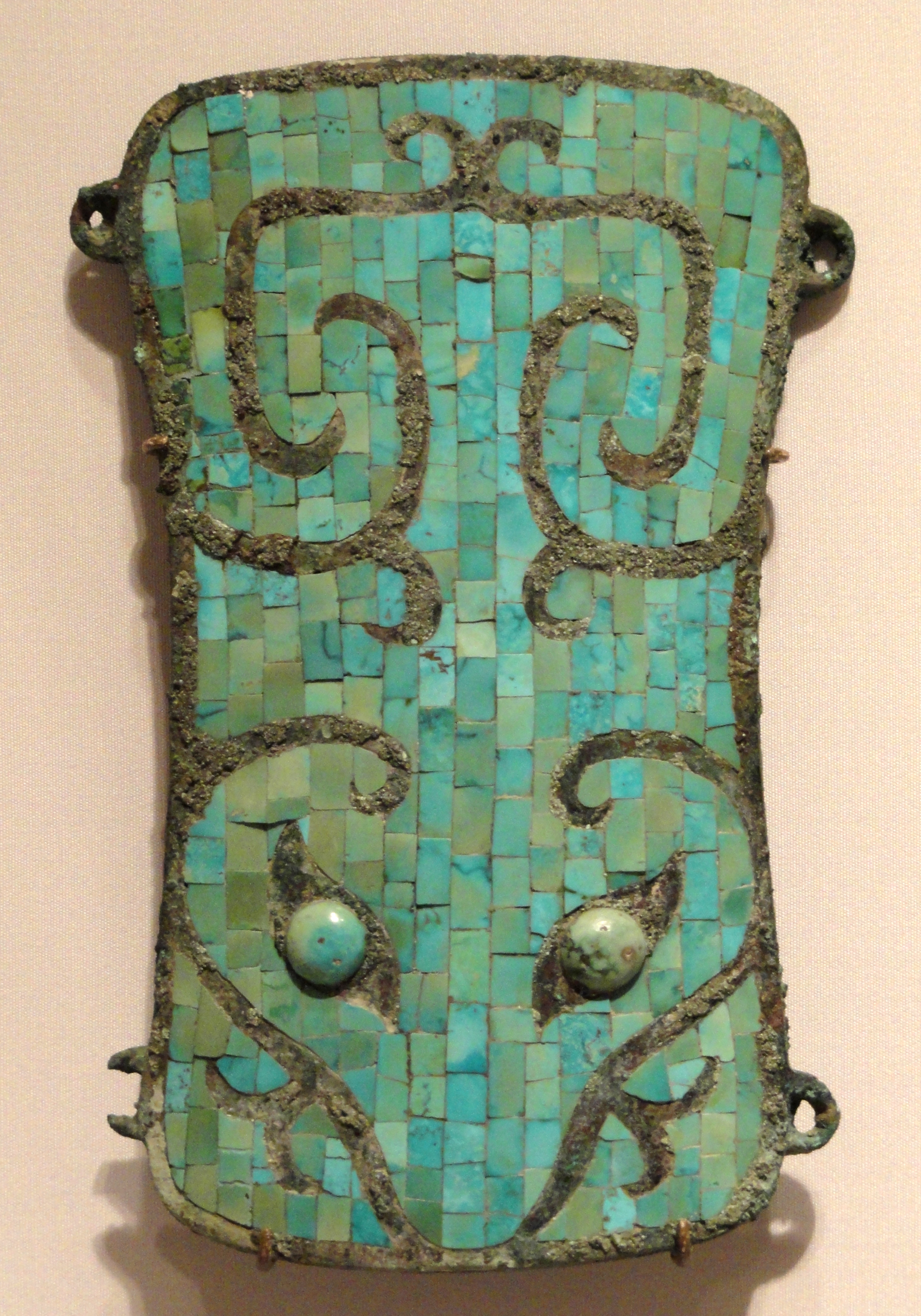
哈佛大学赛克勒美术馆藏二里头文化三期嵌绿松石铜牌饰。
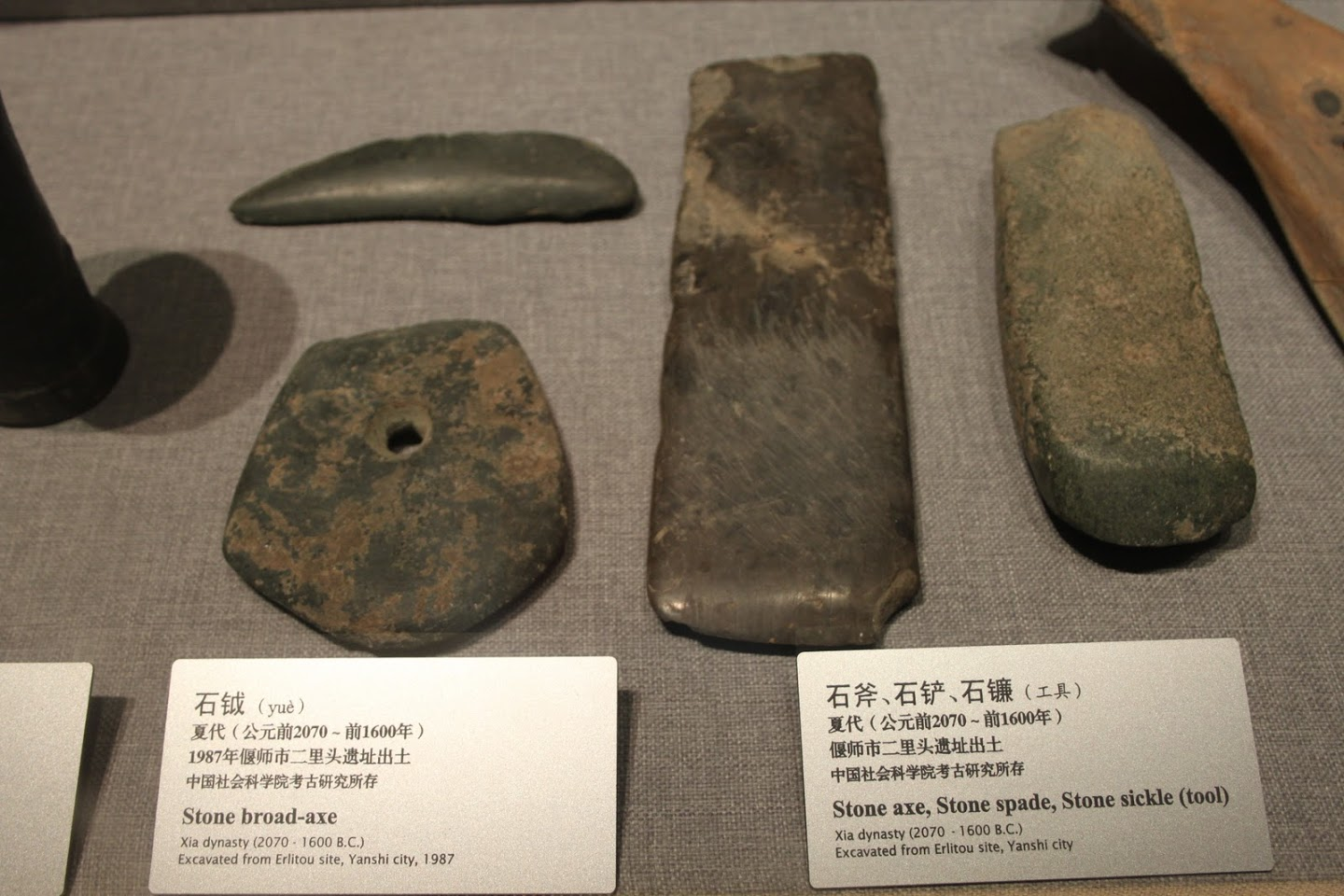
二里头遗址出土的石器
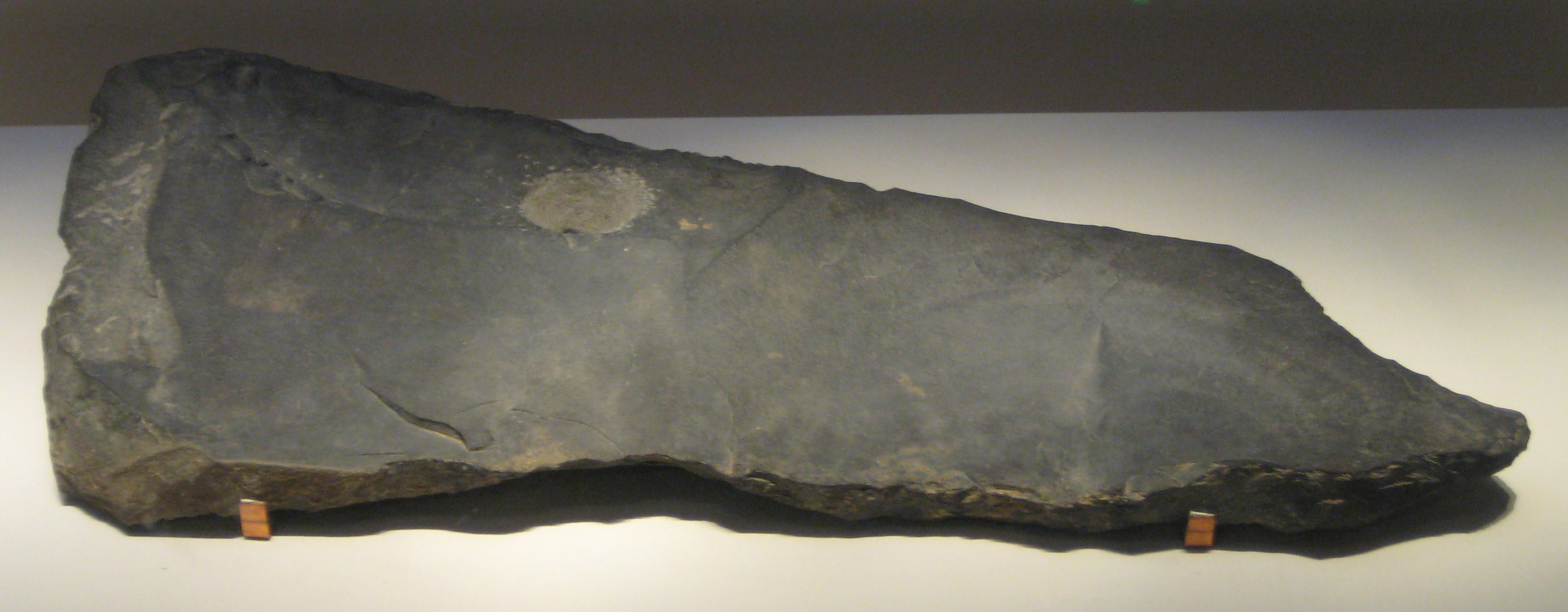
石磬

### 漆木器、纺织品
漆木器和纺织品在二里头遗址的遗址环境中难以保存。至今出土漆器近百件，主要出土自高等级墓葬。种类包括：觚、豆、钵、盒、匣、匕、勺，漆觚最为常见。还有漆鼓这样的乐器，以及漆棺这样的葬具。髹漆颜色有红、黑、褐、白四种。在墓葬的其他随葬品上，如绿松石龙，也有发现红漆；北部祭祀区的一处柱洞里也发现了红黑两层漆。
遗址出土的纺织品或者纺织品的痕迹都是附着在铜器和玉器上。纤维粗的可能是麻布，也有纤维细的织物。大多数是平織，也有绞经的织法。

### 骨、角、蚌、牙、贝、螺器
本遗址中发现了数千件（包括半成品、残次品等）此类器物。成品中，骨镞、骨簪最多，占了⅓。角器主要使用梅花鹿的角，骨器主要使用黄牛的掌骨和跖骨这种长型管状骨，一般采用切割技术，把两端切齐，用中间的一段。发现的蚌、牙、贝、螺类器物相对较少，主要是装饰品，还有蚌刀、牙锥等工具。卜骨是一类特殊的骨器，至今发现二里头至二里岗时期的卜骨六百余件，原料是动物的肩胛骨，以黄牛为主，还有猪、羊和少量的鹿。

### 农牧业遗存
二里头遗址浮选出数万粒农作物遗存，其中小米和水稻各占四成多，共占了九成以上；还有少量的黄米和极少的大豆。小米是当时人类最主要的食物，也是最主要的农作物。虽然黄米和大豆数量较少，种植规模不大，但在当时也是重要的农作物之一。遗址内土了极少的小麦，主要出土于二里岗晚期，有十几粒。
二里头居民饲养了狗、猪、牛、绵羊、山羊。根据碳氮同位素分析食谱分析，羊主要吃自然界的C3类植物，属于放养；狗牛猪吃人类种的C4类植物，是人工喂养的；而狗的食谱与人类最接近，说明狗吃了更多的人类厨余垃圾。根据羊的死亡年龄分析，考古学家发现不同时期人们对羊的利用方式不同：在二里头二期阶段，人们养羊主要是为了吃；而到了四期，人们则开始剪羊毛。

## 与其他地区的交流
二里头遗址和其他地方有着广泛的物质和人员交流。可以肯定，当时的二里头内住着外地人。考古学家曾对遗址中的22个人类遗骸进行了碳氮同位素分析，发现其中20人以吃C4类植物即小米、黄米为主；而有2人以吃C3类植物即水稻为主，此2人食谱具有典型新石器时代江南人的特征，很可能来自江南。根据鍶同位素研究，二里头遗址早期的牛羊也不是本地的。锶同位素等化学分析，还表明，遗址的一些白陶来自登封的南洼遗址，而印文硬陶则可能来自江浙一带。
虽然当时的气候较现代湿润，可以种植水稻，遗址中也发现了水稻田杂草，如稗草、萤蔺等等，说明当地确有种植水稻，《史记·夏本纪》也记载了禹让伯益教百姓种水稻的传说。但遗址出土水稻占了近一半，数量过多、比例过大，远超当时其他的黄河中下游遗址。且浮选用的土样都是贵族生活区，说明大量的水稻很可能是从其他地方进贡来，特供贵族食用的。到了二里岗时期，遗址沦为一般聚落，出土水稻的占比也下降到了正常值，间接证明了二里头时期的大量水稻出土可能是社会因素造成的。《禹貢》中也有向远方征收米的记载。

## 保护与展示
二里头遗址1988年1月13日被列为第三批全国重点文物保护单位。2006年，中国国家文物局批准了《二里头遗址保护总体规划》；2009年，河南省人大常委批准了《洛阳市偃师二里头遗址和尸乡沟商城遗址保护条例》，确立了遗址的保护範圍。2019年10月19日，“二里头夏都遗址博物馆”正式开馆，总投资6.3亿元，占地约246亩，建筑面积3.2万平方米。然而该馆的名称具有争议，当时国家文物局并不建议该遗址博物馆名称包含“夏都”。

## 参阅
- 二里頭文化
- 斟鄩
- 夏朝
- 二里头夏都遗址博物馆